# 分散式冷房装置

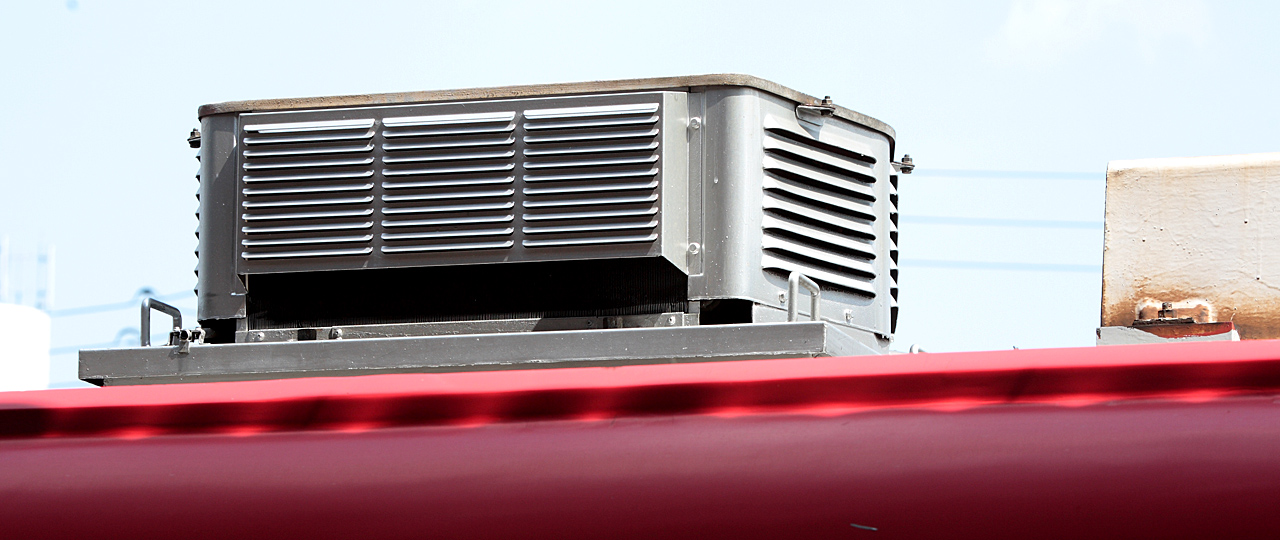
分散式冷房装置
初期大衆冷房車の廃車発生品を再利用した例。
（名鉄6600系電車 4500kcal/h）

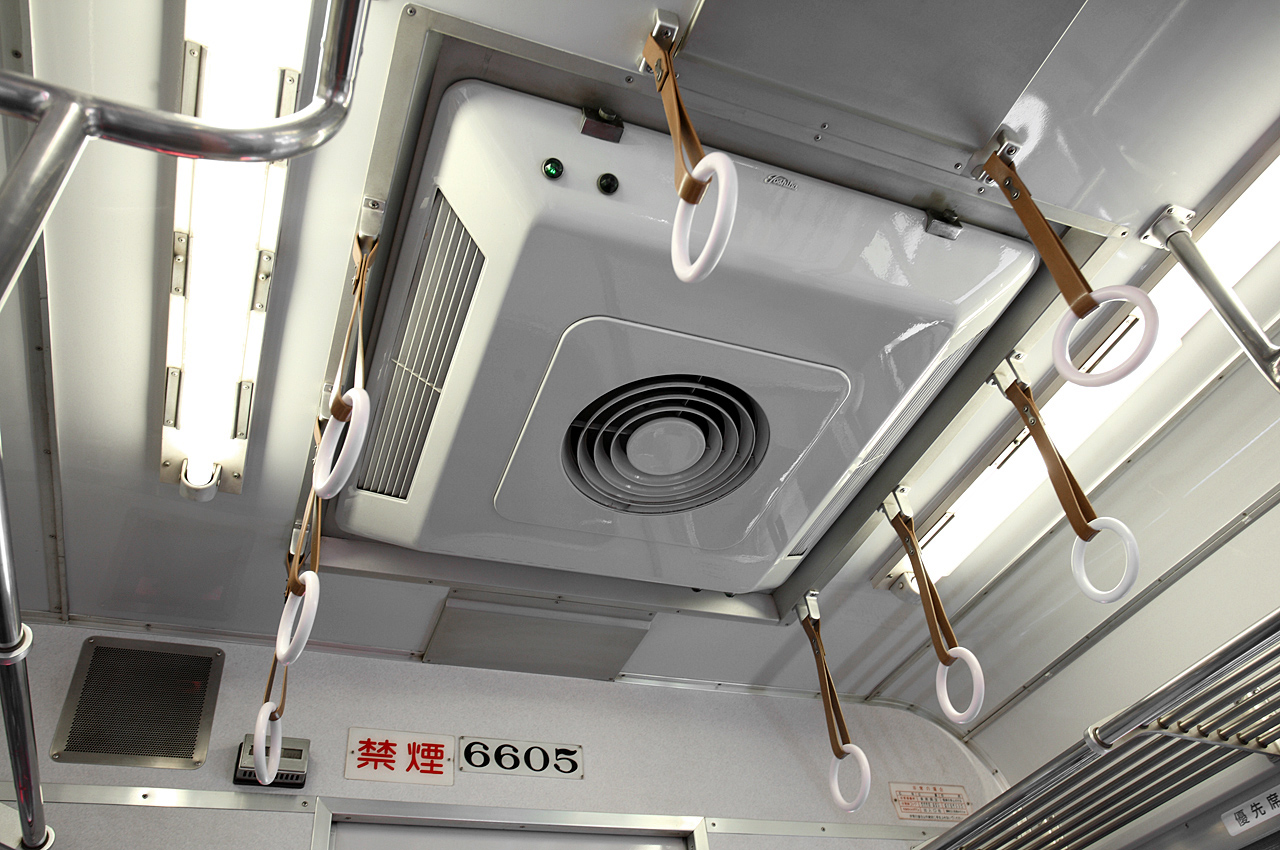
同室内側
中央に吹き出し口、側面に吸い込み口と知らせ灯を備える。
（名鉄6600系電車）

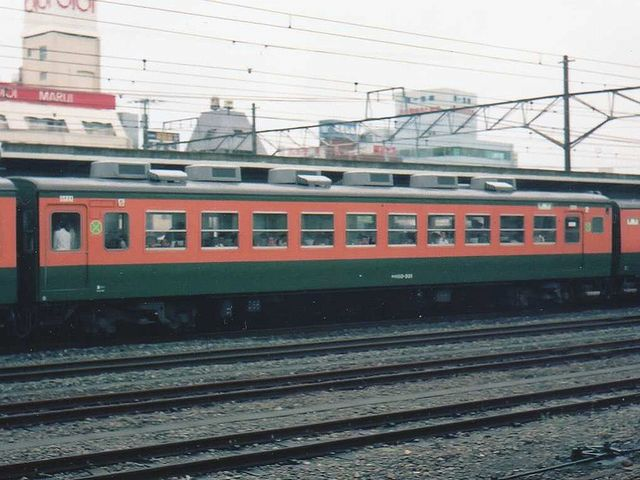
分散式を採用した冷房車（JR東日本サロ110-501）。屋根上に6個の冷房装置を搭載

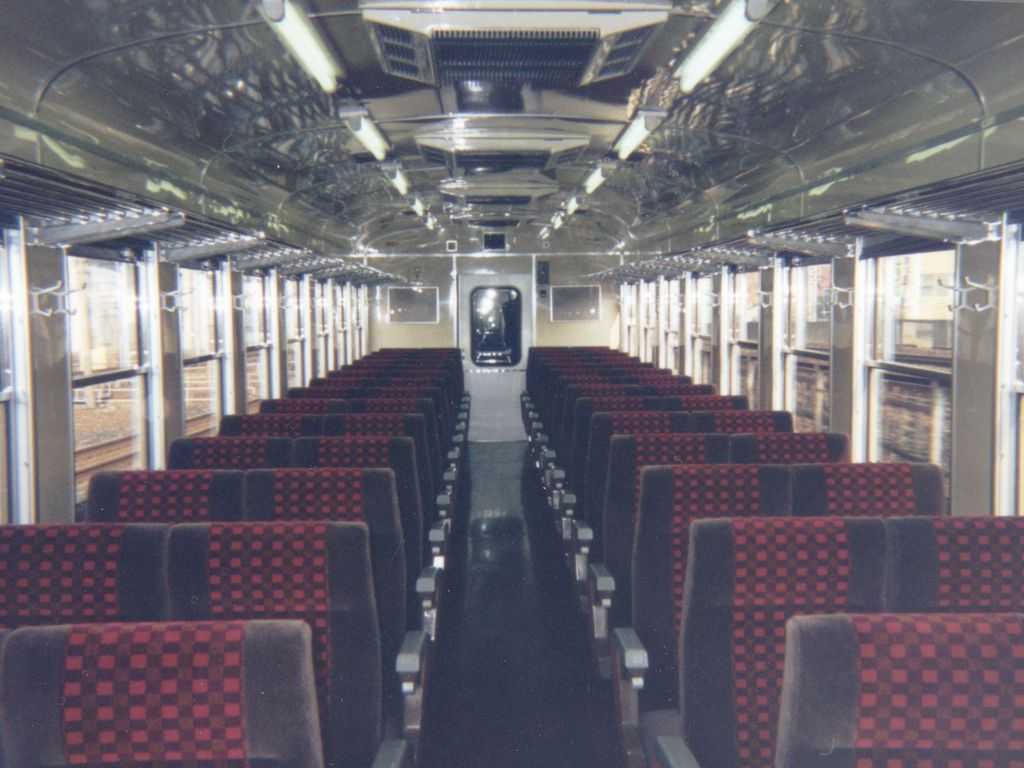
分散式を採用した冷房車の車内（JR東日本167系）。天井に個別に冷風吹出口がある

分散式冷房装置（ぶんさんしきれいぼうそうち）は、鉄道車両の冷房装置の設置方式の一つ。小型の冷房装置を各車両に分散して多数載せる方式である。

## 概説・特徴
屋根上に4個から8個のクーラーユニットを搭載している。外観上の特徴は集約分散式と同様であるが、車内には冷風ダクトがなく、冷房装置ごとに冷風吹出口が設けられている。
ダクトが不要なことのほか、機器を分散することにより騒音源が分散するという長所がある。短所としては屋根上に多数の冷房機器を分散して設置する性質上、車体艤装作業量が多くなり作業費が多くかかること、保守点検が煩雑となることのほか、屋根上にパンタグラフを搭載する車両への設置が困難となる点も挙げられる。日本国有鉄道（国鉄）の特急形電車や急行形電車のパンタグラフ搭載車両では、分散式冷房装置と床置き式冷房装置を併用したり、パンタグラフ搭載車両に限って集中式冷房装置としたものもある。なお電源は電車は車両に装備されている補助電源装置から給電され、気動車・客車は専用・兼用のディーゼル発電機から給電される。

## 採用例
国鉄では、AU11形（サロ85形で試用後、151系電車（一次車）に採用）を経て、151系電車（二次車以降）や80系気動車等の特急形車両用としてAU12形が採用され、急行形車両では、客車・電車・気動車ともに、まず二等車（後のグリーン車）が新製時から搭載されるようになり、従来の車両にも改造により搭載されていった。
これら1基の冷凍能力は4,000kcal/hから5,000kcal/hであった（電源の出力により幅がある）が、夏の繁忙期（乗車率100パーセント以上）に冷房能力が不足することもあったため、能力5,500kcal/h（6.4kw/h）のAU13形を開発することとなり、大阪万博輸送用に1969年（昭和44年）から製造された12系客車を皮切りに、特急形車両をはじめ、457系や165系などの急行形電車・気動車でAU13形を5基から7基搭載した車両が新製され、非冷房車にも当形式による搭載改造が施工された。このほか、国鉄末期からJR初期にかけて、広島地区に配置されていた近郊形車両115系クハ115形（制御車）を冷房改造する際にも、改造経費の節約を目的に、廃車発生品のAU13形が使用されている。
AU13形は分散形ゆえに国鉄の冷房装置としてはもっとも多く製造され、また、その搭載車両数も最多であった。
寝台車では車両限界いっぱいまで車体高さを確保するため、冷房装置は端部の屋根を低くしてそこに設置するか床下に設置する車両が多いが、10系二等寝台客車では特別に薄い（低い）AU14形を、581系・583系寝台電車では、中央通路を前提として設計されたため、分散式のAU15形が採用された（集電装置付き車両は床置き式も併用）。
大手私鉄でも、1959年（昭和34年）に名古屋鉄道が導入した日本では第二次世界大戦後初の大衆冷房車（特別料金不要）となった5500系をはじめ、7000系（初代パノラマカー）の初期形に、東武鉄道や近畿日本鉄道などでは有料特急車に国鉄AU12形同等品が採用されている。通勤形車両では、1968年（昭和43年）に京王帝都電鉄（現・京王電鉄）が初代5000系・3000系で各種方式の試行比較の後、同社では6000系以降集約分散式や集中式が主流となった。
1980年代以降は国鉄・私鉄共に新造車は集約分散・集中式の搭載に切り替わり、改造車でも集約分散式の搭載が主流となった。採用車種も老朽化に伴い廃車が進められ、2020年現在JRグループでは12系客車や457系の一部、私鉄では阪神電気鉄道（上記AU13形と同型のMAU13H形を搭載）・京阪電気鉄道・南海電気鉄道の一般用車両の一部に残るのみとなっている。